# Großer Sonnblick
Der Große Sonnblick oder Malteiner Sonnblick, ein Gipfel mit einer Höhe von 3030 m ü. A., liegt in der Hafnergruppe der Hohen Tauern in Österreich und ist der östlichste Gipfel der Alpen, der eine Höhe von 3000 Metern überschreitet. Der Gipfel befindet sich ca. 18 km Luftlinie nordwestlich von Gmünd in Kärnten bzw. ca. 8,5 km Luftlinie nordöstlich der Hochalmspitze. Der im oberen Teil steiglose Normalanstieg von der Gmünder Hütte ist bei schneefreien und trockenen Verhältnissen unschwierig, jedoch auf Grund des großen Höhenunterschiedes (ca. 1900 Höhenmeter) mühsam zu begehen. Angesichts fehlender Markierung ist bei dieser Tour ein guter Orientierungssinn von Vorteil. Bei entsprechendem Wetter kann man vom Gipfel aus einen schönen Ausblick zum Großen Hafner (3076 m ü. A.) und zur Hochalmspitze (3360 m ü. A.) genießen.

## Anstieg
Die Anstiegsroute führt in ca. 5–6 Stunden von der Gmünder Hütte (1185 m ü. A.) zuerst über eine Forststraße zur unbewirtschafteten Ochsenhütte (1884 m ü. A.), dann über einen Steg einen Bach querend (ab hier steiglos) nordwärts über teils steile Rasenhänge zu einem Almboden nahe dem Kleinen Melniksee, nun nordwestwärts weiter durch ein Blockgewirr aufwärts in ein Kar südlich des Mittleren Sonnblicks, über einen steilen Schutthang in eine Scharte und schließlich in südwestlicher Richtung über den felsigen Gipfelrücken (Trittsicherheit erforderlich) zum höchsten Punkt.

## Nachbargipfel
Östlich vom Großen Sonnblick liegt der Mittlere Sonnblick (3000 m). Die beiden Gipfel sind über einen Grat verbunden, welcher auch ohne Kletterei begangen werden kann.